# Scopula oppilata
Scopula oppilata là một loài bướm đêm trong họ Geometridae.